# Hauknes
Hauknes is een plaats in de Noorse gemeente Rana, provincie Nordland. Hauknes telt 1900 inwoners (2007) en heeft een oppervlakte van 1,33 km².